# Izaviknek
La rivière Izaviknek est un cours d'eau d'Alaska, aux États-Unis situé dans la région de recensement de Bethel.

## Description
Située dans le delta du Yukon-Kuskokwim, elle est longue de 80 milles (129 km). Elle coule en direction du sud-ouest jusqu'au lac Aropuk. C'est un affluent de la rivière Ninglick.
Son nom eskimo a été référencé en 1949.

## Sources
- (en) « Izaviknek », Geographic Names Information System